# Rádio Rural (Caicó)
A Rádio Rural de Caicó é uma emissora do município de Caicó, que opera na frequência FM 102.7 MHz e pertence ao Sistema Rural de Comunicação que é ligado a Fundação Educacional Santana, grupo composto pelas emissoras: Rádio Rural de Parelhas AM 1470, Currais Novos FM 90.9 e Rádio 95 FM de Caicó FM 95.9 MHz.
A emissora nasceu em 1 de maio de 1963, às 8h. Seu nome inicial era Emissora de Educação Rural de Caicó, a rádio começou seus trabalhos com a execução do hino nacional e em seguida uma música do filme "Quo Vadis" - Lygia. Foi fundada por Dom Manuel Tavares (in memoriam), pelo membro Padre Antenor e pelo ex-diretor Padre Tércio. Nessa época, a região não era tão rica, quanto os dias de hoje e as pessoas, inclusive as pessoas do campo doavam dinheiro pra formar a emissora que está no ar atualmente, também na época nasciam mais emissoras de caráter católico no estado, como a antiga "Rádio Rural AM de Natal" (atualmente 91 FM).
A rádio marcou grandes histórias e foi sendo a referência para educação de pessoas que começavam a ler e também as informações que levavam ao homem do campo. Seu primeiro slogan foi "Evangelizando o Seridó".
Em maio de 2019, a emissora completou 56 anos e para comemorar, houve um confraternização feita pros ouvintes e pros funcionários da emissora, que aconteceu na sede, nesse mesmo dia, o atual diretor da emissora Pe. Welson, anunciou durante entrevista no programa Cidade Alerta, exibido às 12h na emissora, sobre a migração AM-FM e que passaria para o FM 102.7, como a emissora já possui uma Rural FM em 95.9 MHz, o novo nome passa a ser 95 FM Caicó e tradição do nome "Rádio Rural" continuará somente na nova frequência. O diretor também falou que sentirá falta da faixa AM e que a migração seria uma obrigação do governo para migrar na nova faixa.
Durante quase um ano, depois de pendências e questões burocráticas, oficialmente na manhã de 13 de dezembro de 2019, a emissora começa a operar em fase experimental em FM 102.7, a inauguração é prevista para fevereiro de 2020 e o desligamento da AM para o mês de março. Segundo o diretor, a programação continuará a mesma coisa que era na AM 830, contendo também programas novos e passando a estar 24 horas no ar.